# Pino Cerami
Pino Cerami   (Misterbianco, 28 d'abril de 1922 - Gerpinnes, 20 de setembre de 2014) va ser un ciclista italià de naixement, però que es nacionalitzà belga el 16 de març de 1956. Fou ciclista professional entre 1948 i 1963 i aconseguí una seixantena de victòries, entre elles la París-Roubaix, la Fletxa Valona, la París-Brussel·les, la Volta a Bèlgica i una etapa al Tour de França. El 1960 va quedar tercer al Campionat del Món de ciclisme.

## Palmarès
- 1948
  - 1r al Critèrium d'Herve
  - 1r al Critèrium de Gembloux
  - 1r al Gran Premi Moerenhout a Lede
- 1950
  - 1r al Campionat d'Hainaut
  - 1r al Critèrium d'Hanret
- 1951
  - 1r al Tour del Doubs
  - Vencedor de 2 etapes a la Volta a Bèlgica
- 1953
  - 1r al Gran Premi Printanier a Racour
- 1954
  - 1r del Critèrium de Charleroi
  - Vencedor de 2 etapes al Tour d'Europa
- 1955
  - Vencedor d'una etapa al Tour de l'Oest
- 1957
  - 1r a la Volta a Bèlgica i vencedor d'una etapa
  - 1r del Critèrium de Vilvoorde
  - 1r del Critèrium de Tournai
  - 1r del Critèrium de Nivelles
- 1958
  - 1r del Critèrium de Tournai
  - Vencedor d'una etapa al Tour de Picardia
- 1959
  - 1r del Critèrium de Marche a Famenne
  - Vencedor d'una etapa a la Volta a Luxemburg
- 1960
  - 1r a la París-Roubaix
  - 1r a la Fletxa Valona
  - 1r del Critèrium de Braine
  - 1r del Critèrium d'Hannut
  - 1r de la Roue d'Or a Daumesnil
  - 3r al Campionat del Món de ciclisme
- 1961
  - 1r a la París-Brussel·les
  - 1r a la Fletxa Brabançona
  - 1r a l'Anvers-Ougrée
  - 1r del Critèrium de l'Argentan
  - 1r del Critèrium de Mons
  - 1r a la St.Gills-Waas
- 1962
  - Campió d'Hainaut
  - 1r a l'Anvers-Ougrée
  - 1r al Critèrium d'Auvelais
- 1963
  - 1r al Critèrium de Gembloux
  - Vencedor d'una etapa al Tour de França

### Resultats al Tour de França
- 1949. Abandona (4a etapa)
- 1957. 35è de la classificació general
- 1958. Abandona (21a etapa)
- 1962. 81è de la classificació general
- 1963. Abandona (17a etapa). Vencedor d'una etapa

### Resultats al Giro d'Itàlia
- 1949. 24è de la classificació general
- 1956. Abandona (18a etapa)